# 西インド諸島

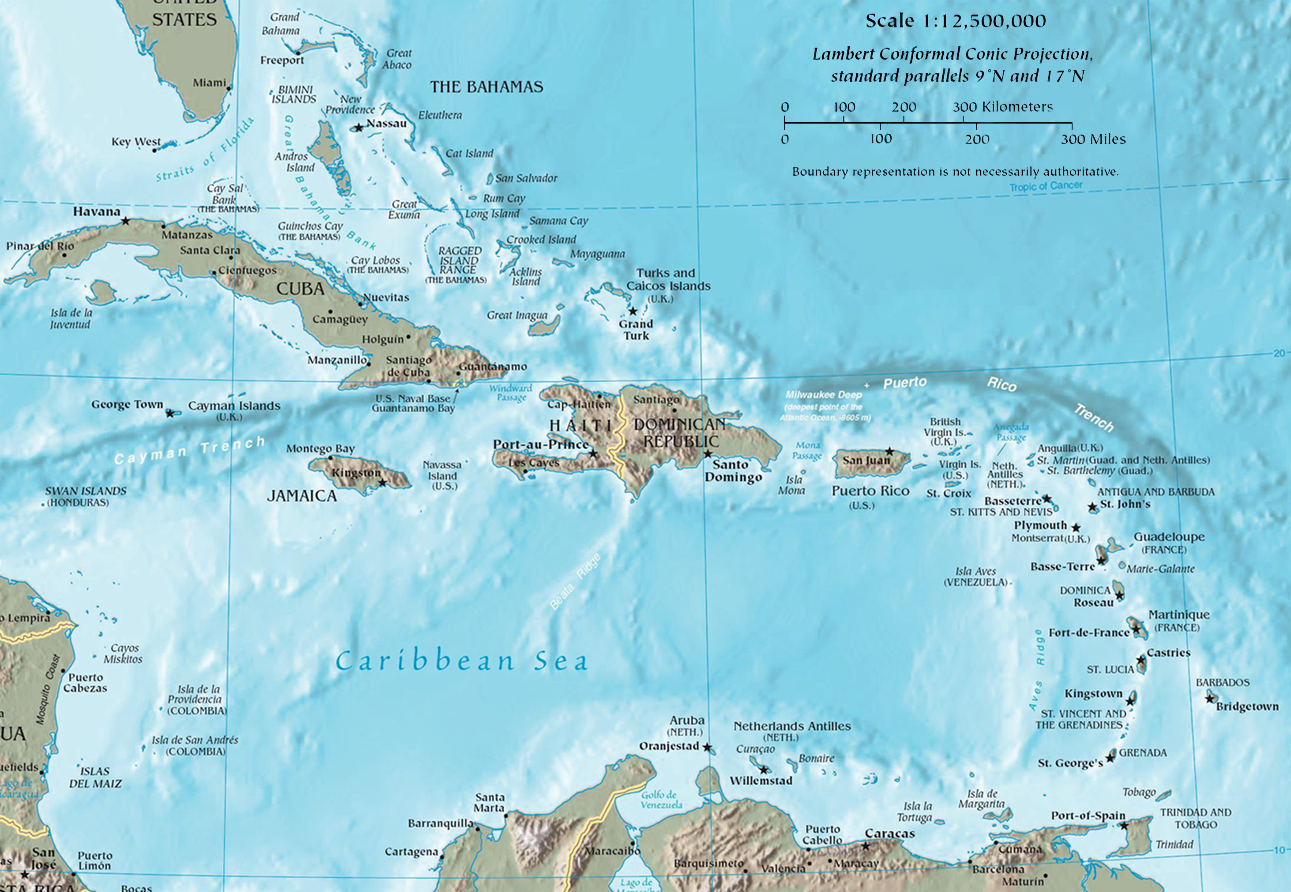
西インド諸島・カリブ海周辺

西インド諸島（にしインドしょとう、せいインドしょとう、英語: West Indies、スペイン語: Indias Occidentales、フランス語: Antilles (Indes occidentales)、オランダ語: West-Indië）は、南北アメリカ大陸に挟まれたカリブ海域にある群島である。アメリカ合衆国のフロリダ半島南端、および、メキシコのユカタン半島東端から、ベネズエラの北西部沿岸にかけて、少なくとも7000の島、小島、岩礁、珊瑚礁がカーブを描くようにして連なる。これらの島々が、大西洋と、メキシコ湾、カリブ海の境界線を形成している。

## 名称と範囲
西インド諸島の名は、1492年10月12日にクリストファー・コロンブスが上陸したバハマ諸島グァナハニ島の住民アラワク人の肌の色を見て、インドに到達したと誤解したことに由来する。なお、ここで言う「インド」とはインダス川以東のアジアを指す。この上陸のときコロンブスは、偉業達成を神に感謝して、この島をSan Salvador（スペイン語で「聖なる救世主」の意味）と名づけた。この島は現在のサン・サルバドル島（1926年にワットリングス島から改称）とする説が有力だが、他に約100km南のサマナ島説もある。
カリブ諸島（カリブしょとう）、カリブ海諸島（カリブかいしょとう）（英語 Caribbean Islands、スペイン語 islas Caribes、フランス語 Espace Caraïbe、オランダ語 Caribische eilanden）とも言うが、西洋ではカリブ海やその沿岸を含めカリブ（英語 Caribbean、スペイン語 Caribes、フランス語 Caraïbe、オランダ語 Caraïben）と言うことが多い。フランスやオランダでは、やや範囲が狭い「アンティル諸島」を使うことが多い。

## 歴史
大航海時代以降、すべての島がイギリス・フランス・スペイン・オランダなどヨーロッパ諸国の植民地となった。
20世紀以降、多くの植民地が独立した。島ごとに異なる状況などから統合は難しく（西インド連邦など）、小さな独立国が多数ある地域となっている。独立した主権国家とはならず、現在も自治領や海外県などの地位にある島もある。
なお、西インド諸島に対する東インド諸島とは、東南アジアの島々（インドネシア、フィリピンなど）を指す。また、単なるインド諸島は、歴史的にはこのどちらか（本来は東インド諸島）のことだが、現在インド領となっているアンダマン・ニコバル諸島を指すこともある。これらは、地球上で西インド諸島とは全くかけ離れた位置にある。

## 西インド諸島を構成する島と国・地域

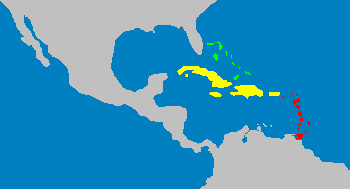
バハマ諸島（黄緑）、大アンティル諸島（黄色）、小アンティル諸島（赤色）

西インド諸島の主要部分は、右図の通り大きく次の3つの区域に分けられる。
- バハマ諸島（右図の黄緑色）
- アンティル諸島
  - 大アンティル諸島（右図の黄色）
  - 小アンティル諸島（右図の赤色）

「西インド諸島」はカリブ海と大西洋の間に存在するこれらの島々のほかに、カリブ海対岸の中米大陸沿岸の島々や、大西洋上のやや離れた場所にある島々を含むこともある。

### バハマ諸島
バハマという名は、遠浅の海に平坦な島々が散在する風景から、この地へ行ったスペイン人たちがスペイン語でバハ・マル（Baja mar、「水位の下がった海」「干潮」の意）と呼んだことに由来するというのが、最も有力な説である。
バハマ諸島は17世紀後半にイギリスの植民地となった。大部分は1973年にバハマとして独立した。この地域にある独立国と主な地域は以下のとおり。
- バハマ
- タークス・カイコス諸島（イギリスの海外領土）

### 大アンティル諸島

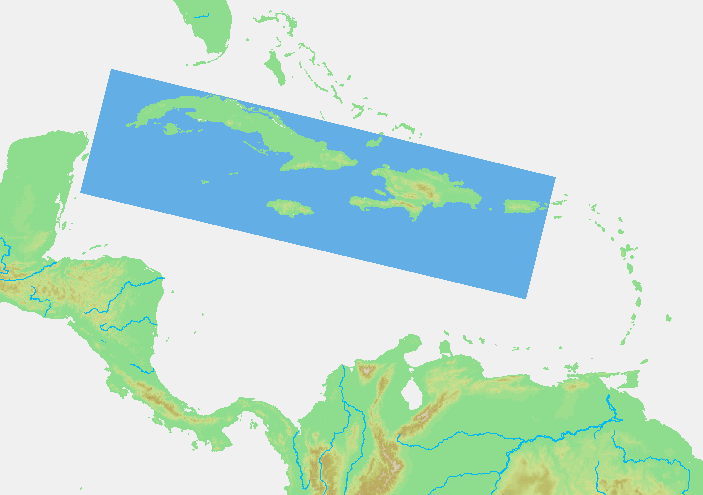
大アンティル諸島

アンティル諸島は、キューバから南米大陸まで連なる島々である。北西部の比較的大きな島の連なりを「大アンティル諸島」、南東部の比較的小さな島の連なりを「小アンティル諸島」と呼ぶ。
この地域にある独立国と主な地域は以下のとおり。（首都の位置を基準に西から東への順）
- キューバ
- ケイマン諸島（イギリス領）
- ジャマイカ
- ナヴァッサ島 - 合衆国領有小離島（アメリカ合衆国領）(ハイチが島の領有を主張している)
- ハイチ
- ドミニカ共和国
- プエルトリコ（アメリカ合衆国自治連邦区）

### 小アンティル諸島

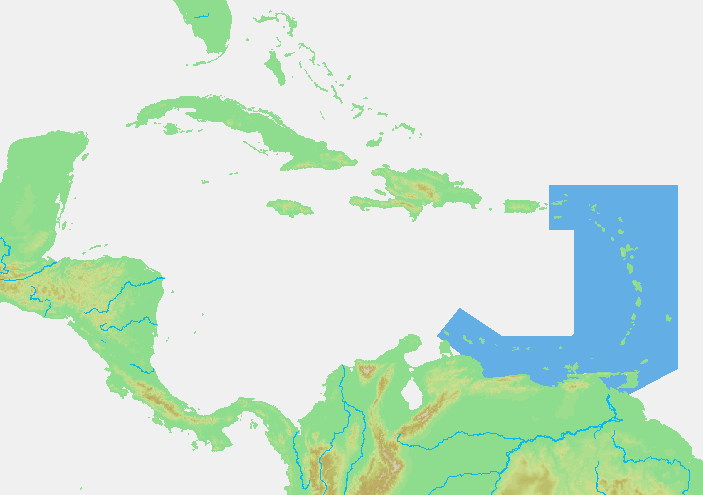
小アンティル諸島

ヨーロッパ人は、屈回しながら連なる小アンティル諸島を2つに分け、東から吹く貿易風の「風上」（東）と「風下」（西）によって名を与えた。英語ではドミニカ島付近を基準として「リーワード諸島」（Leeward, 風下）と「ウィンドワード諸島」（Windward, 風上）としている。英語以外の言語（フランス語・オランダ語など）では指し示す範囲が異なっている（リーワード諸島およびウィンドワード諸島参照）。

#### リーワード諸島

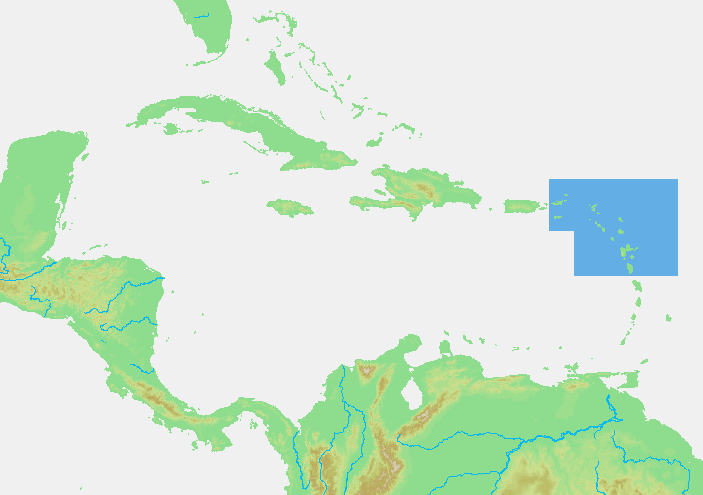
リーワード諸島

大アンティル諸島の東側、ウィンドワード諸島の北側に位置する。この地域は2つの独立国と6つの海外領に分かれている。
この地域にある国と地域は以下のとおり。大アンティル諸島に近い位置から時計回りの順。
- イギリス領ヴァージン諸島
- アメリカ領ヴァージン諸島
- アンギラ（イギリス領）
- フランス領アンティル （ サン・マルタン）

セント・マーチン島北部
- シント・マールテン（オランダの自治領）

セント・マーチン島南部
- フランス領アンティル （ サン・バルテルミー）

サン・バルテルミー島
- オランダの特別自治体

サバ島
- オランダの特別自治体

シント・ユースタティウス島
- セントクリストファー・ネイビス

セントクリストファー島、ネイビス島
- アンティグア・バーブーダ

バーブーダ島、アンティグア島、レドンダ島
- モントセラト（イギリス領）

プエルトリコの東にあるヴァージン諸島は、西側半分をアメリカ領のアメリカ領ヴァージン諸島、東側半分をイギリス領のイギリス領ヴァージン諸島とで2分されている。ヴァージン諸島の名は、コロンブスが発見した際に、人間によって汚されていない自然なままの姿を、聖ウルスラと1100人の乙女の殉教伝説と結びつけて命名したもの。
南に隣接するグアドループ島やドミニカ島をリーワード諸島に含む場合もある。

#### ウィンドワード諸島

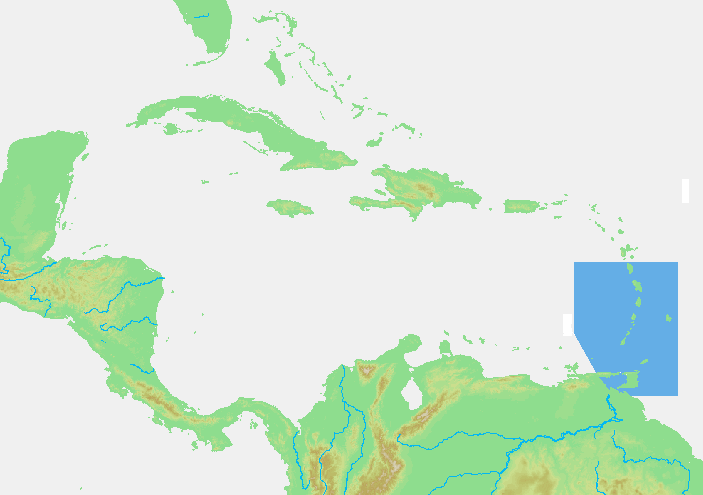
ウィンドワード諸島

小アンティル諸島を二分した「ウィンドワード（風上）諸島」の東部にあたるが、西部を「リーワード・アンティル諸島」とし、東部のみを「ウィンドワード諸島」と呼ぶ場合もある。フランス語などで「風上の島」と呼ばれる諸島の南部にあたる。
イギリスとフランスが植民地とした。この地域に6つある独立国はいずれもイギリスの植民地から独立したもので、英連邦の加盟国である。
- フランス領アンティル （ グアドループ）

グランド・テール島、バス・テール島、マリー・ガラント島など
- ドミニカ国
- フランス領アンティル （ マルティニーク）

マルティニーク島
- セントルシア
- バルバドス
- セントビンセント・グレナディーン

セントビンセント島、グレナディーン諸島
- グレナダ
- トリニダード・トバゴ共和国

トリニダード島、トバゴ島
南端のトリニダード島・トバゴ島をリーワード・アンティル諸島に含む場合もある。

#### リーワード・アンティル諸島

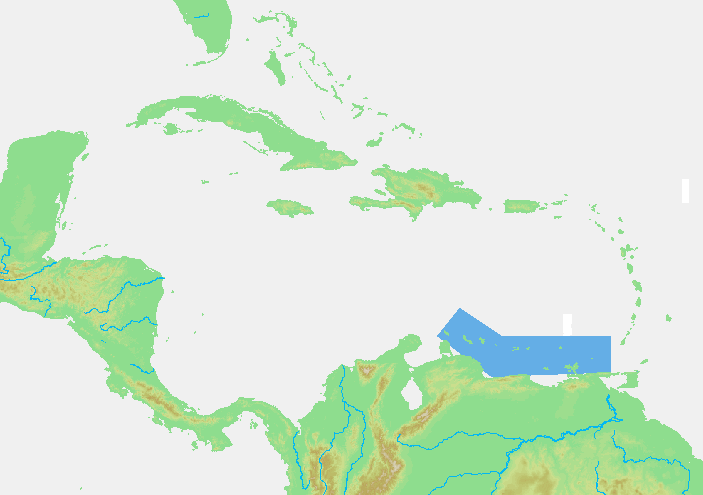
リーワード・アンティル諸島

オランダ語などで「風下の島々」と呼ばれる島々。英語名称「ウィンドワード諸島」の西部とみなす場合もある。ベネズエラ本土の近海を東西に走っている。
- ベネズエラ連邦保護領

ラスアベス諸島、ロス・ロケス諸島、オルチラ島、ブランキージャ島、トツトゥガ島、アベス島 など
- ベネズエラのヌエバ・エスパルタ州

マルガリータ島、コチェ島、クバグア島
- オランダの特別自治体

ボネール島
- キュラソー（オランダの自治領）

キュラソー島
- アルバ（オランダの自治領）

アルバ島

### その他の島々
一般的には西インド諸島に含まない。

#### 中央アメリカ沿岸の島々
- イスラス・デ・ラ・バイア県 - （ホンジュラス領）

ベイ諸島
ロアタン島（Roatán）
グアナハ島（Guanaja）
ウティラ島（Útila）
カヨス・コチーノス諸島（Cayos Cochinos）
スワン諸島（1972年まではアメリカ合衆国領だった）
- 南アトランティコ自治地域 - （ニカラグア領）

コーン諸島（コーン諸島はかつてアメリカの戦略的な軍事基地があり、1971年までは租借地としてのアメリカ合衆国領だった）
- サン・アンドレス・イ・プロビデンシア県 - （コロンビア領）

サンアンドレス島、プロビデンシア島、ロンカドル・バンク、セラナ・バンク、セラニャ・バンク、キトスエニョ、バホヌエボ　
サンアンドレス島、プロビデンシア島、バホヌエボ島、以外の小礁群の島々は、かつてアメリカの戦略的な軍事基地があり、アメリカの占領下だった。
セラニャ・バンク、バホヌエボ - 合衆国領有小離島として一部を領有（国際的に認められていない領土）

#### 大西洋上の島
- バミューダ諸島（イギリス領）